# Liste der Landschaftsschutzgebiete im Landkreis Holzminden
Die Liste der Landschaftsschutzgebiete im Landkreis Holzminden enthält die Landschaftsschutzgebiete des  Landkreises Holzminden in Niedersachsen.
| Bild           | Nummer        | Bezeichnung des Gebietes      | Fläche in Hektar | WDPA-ID | Koordinaten | seit |
| -------------- | ------------- | ----------------------------- | ---------------- | ------- | ----------- | ---- |
|                | LSG HOL 00001 | Kuppe der Großen Homburg      | 1,30             |         | Position    | 1938 |
|                | LSG HOL 00005 | Bärenbrink                    | 3,10             |         | Position    | 1938 |
|                | LSG HOL 00007 | Buchenbrink mit Hahnenklippen | 0,90             |         | Position    | 1939 |
|                | LSG HOL 00011 | Nordwestlicher Holzberg       | 122,00           |         | Position    | 1956 |
|                | LSG HOL 00012 | Kellberg                      | 78,00            |         | Position    | 1956 |
|                | LSG HOL 00013 | Hooptal                       | 20,00            |         | Position    | 1956 |
| weitere Bilder | LSG HOL 00014 | Wesertal                      | 4.618,10         |         | Position    | 1955 |
| weitere Bilder | LSG HOL 00015 | Solling-Vogler                | 24.213,80        | 324597  | Position    | 2002 |
|                | LSG HOL 00017 | Rühler Schweiz und Burgberg   | 2.271            |         |             | 2020 |